# كلوان (كرج)
كلوان هي قرية في مقاطعة كرج، إيران. يقدر عدد سكانها بـ 650 نسمة بحسب إحصاء 2016.